# Albert Manent

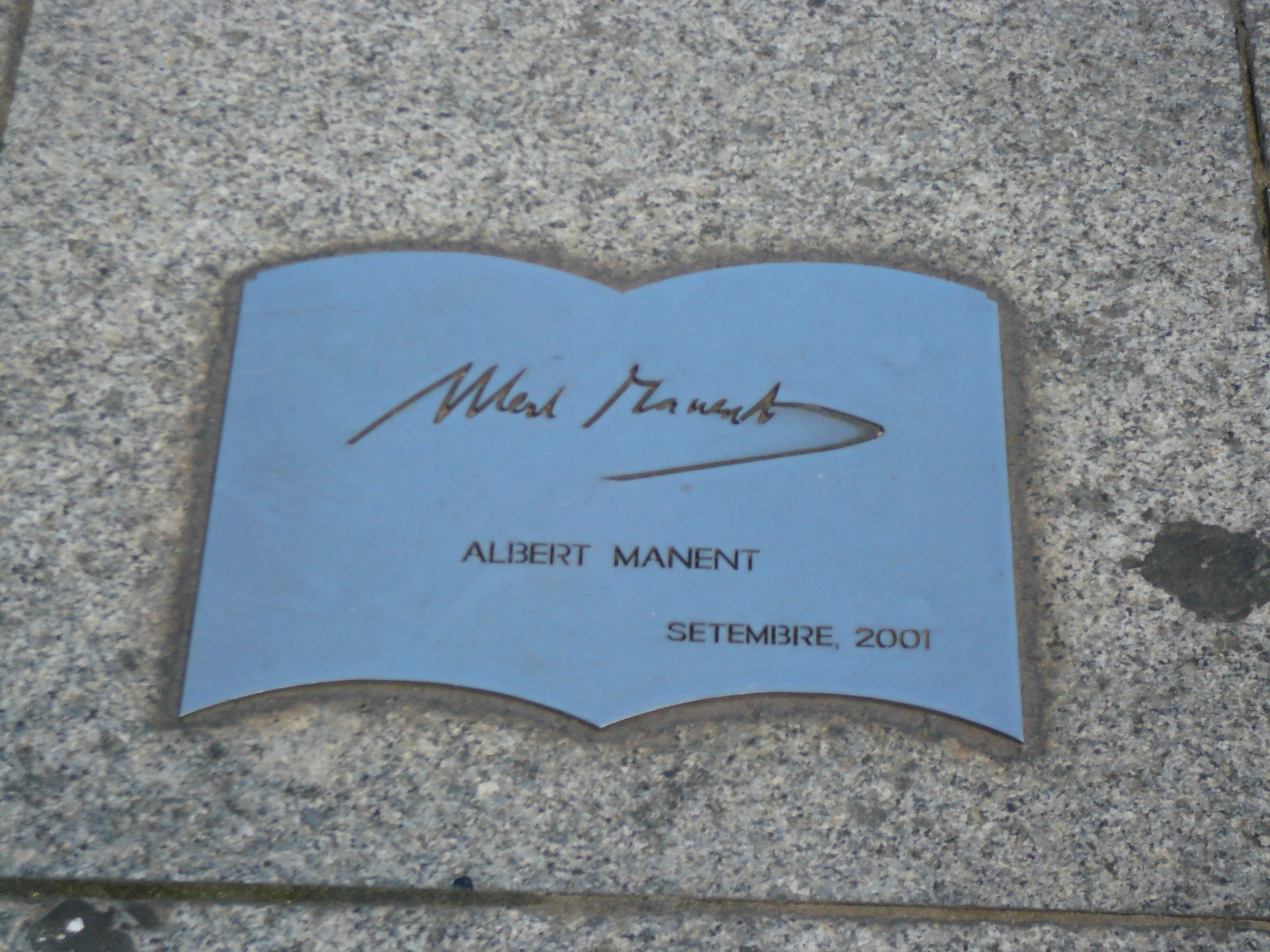
Placca con firma di Albert Manent - Monumento al libro (Barcellona)

Albert Manent (Premià de Dalt, 23 settembre 1930 – Barcellona, 14 aprile 2014) è stato un poeta, critico letterario, storico della letteratura spagnolo di nazionalità catalana, figlio dello scrittore Marià Manent .

## Biografia
Laureato in diritto e filologia catalana, pur essendosi interessato da giovane alla poesia, dove ha ricevuto critiche positive da poeti affermati, ha dedicato la sua vita di studioso a dare testimonianza della vita di letterati e politici catalani in diverse biografie, critiche, memorie e ritratti. 
Albert Manent ha vissuto da oppositore in difesa della nazione catalana la guerra civile spagnola (1936-1939) e la seguente dittatura franchista (1939-1975). 
In difesa della lingua e della cultura catalana sin dall'inizio dei suoi studi universitari ha partecipato ad attività culturali clandestine pubblicando un'antologia poetica in catalano in un momento in cui il generale Franco aveva vietato di usare in pubblico questa lingua.
Ha tenuto le sue lezioni in catalano e ha partecipato a recite di poesie in questa lingua. 
Si è impegnato a sostenere la campagna politica contro la dittatura franchista schierandosi a fianco dell'abate di Montserrat Aureli Maria Escarré, le cui prese di posizione contro Franco avevano avuto una forte risonanza nell'opinione pubblica internazionale. 
Ha lavorato nel periodo 1980-1990 nell'Amministrazione pubblica (Governo della Generalitat de Catalunya) come consigliere del presidente della Catalogna Jordi Pujol.

## Opere

### Poesia
- 1949 Hoste del vent
- 1951 La nostra nit

### Saggi e critica letteraria
- 1969 Literatura catalana en debat
- 1976 La literatura catalana a l'exili [2]
- 1984 Escriptors i editors del Nou-cents (scrittori del movimento culturale chiamato Noucentisme: Carles Riba, Josep Carner).
- 1993 Retorn a abans d'ahir (memorie)
- 1997 Del Noucentisme a l'exili
- 2001 Tomàs Garcés, entre l'Avantguarda i el Noucentisme
- 2003 Llunari de noms i mots (onomastica)
- 2006 La guerra civil i la repressió del 1939 a 62 pobles del Camp de Tarragona (sulla guerra civile spagnola e le conseguenze)
- 2008 La represa. Memòria personal, crònica d'una generació (1946-1956) (memoria personale sui primi anni di dittatura)

### Biografie
- 1963 Carles Riba (poeta e critico letterario del secolo XX)
- 1969 Josep Carner i el Noucentisme (poeta del secolo XX)
- 1979 Jaume Bofill i Mates i Guerau de Liost
- 1986 El molí de l'ombra
- 1993 J. V. Foix
- 1995 Marià Manent, biografia íntima i literària
- 2003 Fèlix Millet i Maristany: líder cristià, financer i mecenes catalanista

### Studi di letteratura
- 1988 Solc de les hores: retrats d'escriptors i de polítics
- 1988 Bibliografia catalana dels anys més difícils (1939-1943)
- 1989 Bibliografia catalana: cap a la represa (1944-1946)
- 1990 Semblances contra l'oblit
- 1996 En un replà del meu temps